# Claudio Encarnacion Montero
Claudio Encarnacion Montero Green é um ator britânico nascido em  12 de Outubro de 1995 em Islington e que participou do filme do  Swindle.